# Toro Rosso STR8
O STR8  é o modelo de carro de corrida da equipe Toro Rosso, utilizado na temporada de 2013 da Fórmula 1. O lançamento oficial foi realizado no dia 4 de fevereiro. Jean-Eric Vergne e Daniel Ricciardo conduziram naquela temporada.